# Мучибаба (Гњилане)
Мучибаба (алб. Muçibabë или Muçibaba) је насеље у општини Гњилане, Косово и Метохија, Република Србија.

## Становништво
| Демографија | Демографија | Демографија |
| Година      | Становника  | Становника  |
| ----------- | ----------- | ----------- |